# Aigrette (ornement)
Pour les articles homonymes, voir Aigrette.
Une aigrette est un ornement ou un accessoire de mode attaché à un couvre-chef ou une coiffe. Souvent formé d’un porte-plume sur lequel sont placées les plumes, ce terme est utilisé par extension pour designer aussi des accessoires similaires a des broches, fait en pierres précieuses et d’autres matériaux. Son étymologie provient de la touffe de plumes portées par certains oiseaux sur leurs têtes, comme le héron blancet les aigrettes. Cet accessoire a été utilisé à des fin sociales depuis des siècles et à travers les cultures, pour symboliser l’autorité, le rang ou encore à des fins de mode vestimentaire.

## Tradition européenne
Les cours européennes sont connues pour avoir utilisées des aigrettes ornées de bijoux comme accessoires de mode. Le bijoutier, Arnold Lulls, a produit des ouvrages qui documentent leur usage à la cour anglaise de Jacques VI et Ier et de Anne de Danemark. À la fin du XIXe et au début du XXe siècle, pendant la Belle Epoque, une mode féminine pour le port d'aigrettes extravagantes et fantaisistes se développa, puis disparu après la seconde guerre mondiale.
Le port de plumes ou d’une aigrette est fréquent sur les chapeaux de chasse. Une aigrette était également autrefois portée par certains grades d'officiers de l'armée française.

## Tradition du Moyen orient et orientale
Plusieurs cultures du monde oriental développèrent l’usage cette accessoire à des fins spécifiques.
- Sorguç - Les Turques ottoman les utilisaient comme décoration de turban ornée de bijoux et de plumes, notamment au XVIe siècle. C’était en particulier le cas des turbans des sultans. Lors des cérémonies équestres, le chamfron d'apparat des chevaux comportait aussi une aigrette. Dans la société ottomane, le port d’aigrette sur le turban symbolisait l’autorité et le rang de l’individu. Leur port était donc soumis à des normes. Certains officiers haut placé et élite les portaient aussi pour indiquer leur rang. Des aigrettes en pierre précieuses sont aussi connue sous le nom de çelenk.

- jikka or jiqa(جقه) en Persan.

- Sarpech -   Les princes hindous, sikhs et musulmans, les utilisaient comme ornement de turban. Le sarpech évolua pour devenir principalement un bijoux constitué d’or et de pierres précieuses. La plupart des motifs Sarpech étaient de nature florale.